# Porfirie Kavsokalivitul
Sfântul Porfirie Bairaktaris „Kavsokalivitul” (în greacă Όσιος Πορφύριος ο Καυσοκαλυβίτης), cu numele de mirean Evangelos Bairaktaris (în greacă Ευάγγελος Μπαϊρακτάρης; n. 7/20 februarie 1906, Agios Ioannis⁠(d), Kymi-Aliveri Municipality⁠(d), Euboea regional unit⁠(d), Grecia – d. 2 decembrie 1991, Muntele Athos, Republica Monastică de la Muntele Athos, Grecia), a fost un ieromonah atonit grec, care este venerat ca sfânt de Biserica Ortodoxă. Încă din timpul vieții sale pământești a fost recunoscut pentru darurile sale spirituale deosebite.

## Biografie

### Copilăria (1906-1920)
Sfântul Porfirie s-a născut la 7 februarie 1906, în satul Agios Ioannis, care se traduce prin Sfântul Ioan Karystia, din insula Evia, Grecia. Părinții săi, Leonidas și Eleni Bairaktaris, l-au botezat cu numele Evangelos, iar el a fost al patrulea din cinci frați. Tatăl său a plecat în SUA, unde a lucrat la construirea canalului Panama. Sfântul Porfirie a urmat doar clasa întâi, ajutând de copil la muncile din gospodărie, în principal cu grădinăritul și păscutul animalelor. La 7 ani a devenit ucenic la un magazin din Halkhida, unde a lucrat timp de doi ani. Apoi, a lucrat la o băcănie din Pireu, pe care o deținea o rudenie. Încă dinainte de a pleca de acasă, Evangelos și-a dorit să ajungă monah, inspirat de viața sfântului Ioan Colibașul, pe care a citit-o pe silabe în vreme ce păștea animalele.
În 1918 ia hotărârea să plece în Muntele Athos, plecând cu vaporul din Pireu. Pe drum îl întâlnește pe călugărul Pantelimon, care-i va deveni părinte duhovnicesc, facilitându-i intrarea în munte (din pricina vârstei mici a lui Evangelos, el a trecut înaintea autorităților drept nepot al ieromonahului Pantelimon). În următorii șapte ani, Evangelos avea să slujească ieromonahului Pantelimon și fratelui acestuia după trup, ieromonahului Ioanichie, la Schitul Kavsokalivia, din Sud-Estul muntelui Athos.

### Tunderea în monahism și plecarea la Evia (1920-1940)
A fost tuns în monahism la vârsta de 14 ani, în 1920, primind numele Nikitas. În această perioadă, prin intermediul unui monah rus pe nume Dimas, Nikitas dobândește harisma rugăciunii și a străvederii. În 1925, Nikitas se îmbolnăvește de pleurezie, probabil datorită unei infecții virale sau bacteriene. Neputând fi tratat în Sfântul Munte, cu starea sănătății sale înrăutățindu-se de la o zi la alta, tânărul Nikitas este trimis înapoi în Grecia continentală pentru tratament corespunzător. Se întorce pentru puțină vreme în satul său natal, Agios Ioannis, de unde pleacă apoi la Mănăstirea Sfântul Haralambie, unde se întremează. De trei ori încearcă ulterior să se întoarcă în muntele Athos, însă de fiecare dată este nevoit să revină în Grecia datorită stării sănătății care se înrăutățea în perioadele pe care le petrecea acolo. În cele din urmă, se stabilește la mănăstirea Sf. Haralambie unde este hirotonit preot (devenind astfel ieromonah), la vârsta de doar 20 de ani, de către Porphyrios al III-lea, arhiepiscopul Muntelui Sinai. Primește la hirotonie un nou nume, Porfirie (gr. Porphyrios), după dorința arhiepiscopului Porphyrios al III-lea care l-a hirotonit. Doi ani mai târziu, mitropolitul Panteleimon al Karistiei, îl hirotesește la rangul de duhovnic, iar mai târziu, în 1938, la rangul de arhimandrit. În 1937 ajunge la Mănăstirea „Sf. Nicolae” din Vatheia, de unde pleacă cu puțin timp înaintea izbucnirii Războiului Greco-Italian din 1940.

### Preot slujitor la policlinica din Atena (1940-1973/1979)
În timpul celui de-Al Doilea Război Mondial, ieromonahul Porfirie devine preot slujitor la paraclisul policlinicii din Atena, ce purta hramul Sfântului Gherasim. Numirea i-a fost facilitată de Amilkas Alivizatos, profesor de drept canonic la Facultatea de Teologie a Universității din Atena. În această perioadă, pe lângă îndatoririle de duhovnic, părintele Porfirie învață să cânte la pian, apicultura, creșterea păsărilor ș.a. Într-un accident petrecut într-o dimineață când se îndrepta spre biserica policlinicii, părintele Porfirie își rupe piciorul și rămâne mai multe luni în spital, trebuind ulterior să se deplaseze cu ajutorul unui baston. În 1955 se mută cu domiciliul la Kallisia, în preajma bisericii din acea localitate cu hramul Sfântul Nicolae, ce era metoc al Mănăstirii Pendeli. Aici se apucă de grădinărit, de pomicultură și de zootehnie. Astfel, părintele Porfirie făcea naveta între Kallisia și Atena. Rămâne la Kallisia până în 1979, iar ca părinte slujitor la policlinica din Atena până în 1973.

### Înființarea Mănăstirii „Schimbarea la Față a Domnului” și întoarcerea în Muntele Athos (1979-1991)
Deși inițial și-a dorit să construiască o mănăstire la Pendeli, din varii motive nu reușește. Totuși, părintele Porfirie nu renunță la dorința sa pentru care strânsese bani vreme de zeci de ani, iar în 1979 achiziționează primele terenuri în Milesi, pe care avea să se înființeze viitoarea mănăstire cu hramul „Schimbarea la Față a Domnului”. Construcția mănăstirii a început în 1981, aceasta fiind recunoscută prin decret prezidențial, pereții bisericii fiind terminați abia în 1992. În 1984 se întoarce la Muntele Athos, locuind din nou în Kavsokalivia. Totuși, este silit să se reîntoarcă în repetate rânduri în Atena, la insistențele discipolilor săi. Sănătatea sa fizică a continuat să se deterioreze, iar în 1987 ajunge complet orb, ca urmare a unei operații efectuate greșit cu câțiva ani înainte.Moare la 2 decembrie 1991, la ora 4:31 AM, având pe buze rugăciunea arhierească.

## Canonizarea
Canonizarea Sfântului Porfirie a fost formalizată de Sfântul Sinod al Patriarhiei Ecumenice în 2013, având data de prăznuire la 2 decembrie. În 2014, Sfântul Sinod al Bisericii Ortodoxe Ruse hotărăște ca numele sfântului Porfirie să fie adăugat în calendarul bisericii ruse, cu sărbătorirea pe 2 decembrie.  În 2017, Sfântul Sinod al Bisericii Ortodoxe Române îl adăugă pe Sfântul Porfirie în calendarul bisericesc, stabilindu-i ziua de prăznuire în 2 decembrie.
Pe 17 aprilie 2019, un paraclis destinat asistaților sociali din parohia Komotini a primit hramul Sfântului Porfirie, fiind sfințit de mitropolitul locului. Apoi, în decembrie 2019, mitropolitul Andrei al Clujului a închinat Sfântului Porfirie paraclisul Mănăstirii Rebra-Parva, aflată în județul Bistrița-Năsăud. În ianuarie 2021, în comitatul Lanark din Ontario, a fost înființată o parohie de limbă engleză, dedicată sfântului Porfirie și aflată sub conducerea părintelui Peter (Craig) Bowers, fiind sub jurisdicția directă a patriarhului din Constantinopol.